# Блање
Блање је насељено место у општини Виљево, у славонској Подравини, Република Хрватска.

## Историја
До територијалне реорганизације у Хрватској насеље се налазило у саставу бивше велике општине Доњи Михољац.

### Други светски рат
Из села Чађавички Луг исељено је 300 домова, из села Блање исељени су сви Срби (који нису поубијани), а из села Орашњака, Мартинаца, Дранице, Илмин Двора, Крченика, Жабњаче, Милановца и Брештановца исељено је око 650 Срба. Сва ова села налазе се у срезу Доњи Михољац.

## Становништво
По попису из 2011. године село је имало 43 становника.
| Националност       | 1991.       | 1981.       | 1971.     |
| Срби               | 76 (89,41%) | 69 (88,46%) | 96 (100%) |
| Хрвати             | 5 (5,88%)   | 1 (1,28%)   | 0         |
| Југословени        | 4 (4,70%)   | 7 (8,97%)   | 0         |
| остали и непознато | 0           | 1 (1,28%)   | 0         |
| Укупно             | 85          | 78          | 96        |

- За остале пописе видети под Иваново.
- напомене: Од 1948. до 1961. исказивано као део насеља, а од 1971. исказује се као самостално насеље настало издвајањем истоименог дела из насеља Иваново (до 1991. Гложђе).